# Coleman Wong
Este es un nombre chino; el apellido es Wong.
Coleman Wong Chak-lam (Hong Kong, 6 de junio de 2004) es un tenista profesional hongkonés.

## Trayectoria
Después de ganar el evento de dobles masculino del Abierto de Estados Unidos 2021, se convirtió en el segundo ganador de un Grand Slam de Hong Kong en cualquier disciplina, después del título de Wimbledon 1983 de Patricia Hy en dobles femenino. Ganó su segundo título de Grand Slam en el evento de dobles masculino del Abierto de Australia 2022, con Bruno Kuzuhara, convirtiéndose en el primer campeón consecutivo de Grand Slam en dobles masculino desde Hsu Yu-hsiou en 2017 en el Campeonato de Wimbledon 2017 y el Abierto de Estados Unidos 2017.
Wong recibió un Wild Card para competir en el cuadro de individuales y dobles del Torneo de Hong Kong 2024, celebrado en la primera semana de enero después de 21 años de ausencia, lo que marcó su debut en el ATP Tour. De esta forma, se convirtió en el tenista de Hong Kong mejor clasificado (según el ranking mundial ATP) en jugar en el cuadro principal en la historia de este evento.